# 중성문
중성문(中城門)은 북한산성의 중성에 위치한 홍예문이다. 규모는 조선 시대 단위로 높이가 11∼13척, 너비가 13∼14척이다.

## 역사
- 1712년 : 숙종이 북한산성에 행차하여 '서문 가장자리가 가장 낮으니 중성을 쌓지 않을 수 없다'며 중성문을 쌓도록 명함
- 동년 5월 : 축조 공사를 착수
- 1714년 : 중성과 함께 완공

## 북한산성 중성
중성문과 함께 축조되었다. 중성에는 중성문과 옆에 시구문 수구(水口)가 하나씩 있다.

## 현지 안내문
북한산성의 노적봉과 증취봉 사이의 협곡에 쌓은 중성(重城)에 설치된 성문이다. 대서문에서 이곳에 이르는 지역은 지형이 비교적 평탄해 적의 공격에 취약한 구역이었다. 이를 보완하기 위해 이곳에 적의 공격을 이중으로 방어할 수 있는 차단성(遮斷城)인 중성을 쌓았다. 중성 안쪼근 북한산성의 내성(內城)에 해당되는데, 이 내성에 행궁·중흥사·상창 등의 주요 시설이 집중되어 있었다. 중성의 수비를 담당했던 군부대는 대서문과 대남문의 수비를 맡았던 어영청 유영이었다.
현재의 중성문은 석축기단인 육축부, 그 위에 올려진 문루, 무지개 모양의 중성문은 석축기단인 육축부, 그 위에 올려진 문루, 무지개 모양의 출입구인 홍예문을 갖춘 전형적인 대문의 모습을 하고 있다. 홍예 양쪽에 문루의 배수시설인 누혈(漏血)이 하나씩 설치돼 있다. 바깥쪽 홍예 안쪽에는 문짝을 달았던 원형의 지도릿길과 장군목을 걸쳤던 방형의 구멍이 남아있다.
규모는 대서문보다 조금 작은 편이다. 문루는 1998년 복원했는데, 1958년에 복원한 대서문의 문루보다 40년이 늦어 복원기술의 변화를 엿볼 수 있다.
중성문 옆의 암반에 폭 2.2m, 높이 1.8m 규모의 작은 암문(暗門)이 숨겨져 있다. 이 암문은 원래 이름이 없었으나 성 안에서 생긴 시신(屍身)이 중성문을 통과하지 못하고 이 문을 통해 나간다고 해 '시구문(屍軀門)'이라 불렸다. 한편, 중성문 바로 옆을 흐르는 계곡에는 수문이 설치돼 있었으나 현재는 남아있지 않다.